# Филором Исповедник
Филором Исповедник је живео и подвизавао се у Галатији у 4. веку.
За њега се каже да је био толико савршен у свима врлинама, да је више личио на анђела него на човека. Нарочито је прослављен био својим трпљењем. Гоњен је био од цара Јулијана Одступника и много страдао за Христа, али по смрти овога цара поживео је свети Филором мирно, користећи многима. Умро је у својој осамдесетој години.
Српска православна црква слави га 9. марта по црквеном, а 22. марта по грегоријанском календару.